# Wunderwaffe
Wunderwaffe (z niem. cudowna broń) – wyrażenie, które zostało sformułowane przez propagandę hitlerowską w Niemczech w czasie II wojny światowej (1939–1945). Oznaczało zaawansowaną technologicznie tajną broń o wielkiej sile, która będzie w stanie przechylić szalę zwycięstwa na stronę przegrywającej na wszystkich frontach III Rzeszy.
Termin wunderwaffe był w większym stopniu chwytem propagandowym niż realnym projektem, nigdy nie doszło bowiem do jej wdrożenia w kształcie oficjalnie zapowiadanym, zrealizowano praktycznie tylko nieliczne projekty.
Opinie, co mogło było kryć się pod określeniem wunderwaffe, są rozmaite.

## Projekty zrealizowane
- Panzerkampfwagen VI Tiger,
- Panzerkampfwagen VI B Königstiger,
- Samoloty-pociski V1, rakiety V2 i działo V3 albo ich następcy,
- Rakietowy samolot myśliwski Messerschmitt Me 163 Komet, napędzany silnikiem rakietowym – jedyny samolot o napędzie rakietowym, który został zastosowany praktycznie na polu walki, jednak z wątpliwym efektem wojskowym (duża awaryjność i stosunkowo niska skuteczność)[1],
- Myśliwce odrzutowe Heinkel He 162 Volksjäger oraz Messerschmitt Me 262 Schwalbe,
- Odrzutowy samolot rozpoznawczo-bombowy Arado Ar 234.

## Projekty eksperymentalne
- Rakieta balistyczna A-9/A-10 konstrukcji Wernhera von Brauna. Projekt balistycznej rakiety międzykontynentalnej A-10 był pierwszym tego typu na świecie, umożliwiał on osiągnięcie celów w odległości do 4800 km w czasie 45 minut. Rakieta miała osiągać pułap 24 km i zawierać w głowicy bojowej 1000 kg amatolu. Według najnowszych danych elementy tego pocisku (oraz paliwo) były projektowane, budowane i testowane na obszarze obecnej RP najprawdopodobniej w fabrykach zbudowanych przez Niemców w kopalniach węgla kamiennego w Wałbrzychu, podziemiach Zamku Książ i w kompleksie Riese położonym w Górach Sowich, do których wejścia zostały zawalone, zasypane oraz być może zaminowane tuż przed wkroczeniem Armii Czerwonej na te tereny[2]. Dla potrzeb rakiet balistycznych (w tym A 4) budowano testowe stanowisko startowe nr 7 (niem. Prüfstand VII) na poligonie rakietowym w Peenemünde, poważnie uszkodzone podczas alianckiego nalotu bombowego w sierpniu 1944, a po wojnie rozmontowane i wywiezione przez Sowietów do ZSRR.

W laboratoriach umieszczonych pod ziemią, a także w piwnicach i labiryntach korytarzy m.in. pod pijalnią wód mineralnych w Szczawnie Zdroju, prowadzono także w komorach ciśnieniowych i basenach z zimną wodą eksperymenty na więźniach obozu koncentracyjnego Dachau w celu zbadania wpływu ekstremalnie niskiego ciśnienia i niskiej temperatury na ciało człowieka na wysokości 24 000 metrów.
- Broń jądrowa – niemieckie nadzieje na skonstruowanie tego typu broni związane były z noblistą i fizykiem Wernerem Heisenbergiem i jego współpracownikami (Kurt Diebner(inne języki), Erich Bagge, Otto Haxer, Karl Witzel i Wilhelm Rein), a także z badaniami Walthera Bothego i Heinza Maiera-Leibnitza(inne języki) w Heidelbergu. W grudniu 1943 pełnomocnikiem Hitlera do spraw energii atomowej na miejsce Abrahama Esaua(inne języki), założyciela Uranverein w 1939, został Walter Gerlach[3], który jeszcze w grudniu 1944 utrzymywał, że postępy w pracach nad bronią atomową mogą wpłynąć na losy wojny[4]. Mimo pewnych postępów program nie miał jednak szans na realizację – głównie z powodu braku odpowiedniego finansowania badań przez państwo oraz bazy naukowo-technicznej (kadra, ośrodki eksperymentalne, brak wystarczającej ilości materiałów rozszczepialnych). W porównaniu do zaawansowania amerykańskiego projektu Manhattan w 1945 niemiecki program atomowy znajdował się ok. roku 1942[potrzebny przypis].
- Samolot pionowego startu Focke-Wulf Fw Triebflügel skonstruowany w układzie latającego śmigła o zmiennej geometrii (na końcu łopat umieszczonego z przodu samolotu śmigła znajdowały się miniaturowe silniki strumieniowe nadające mu ruch rotacyjny).
- Samolot turboodrzutowy Horten Ho 229 (Gotha Go 229), skonstruowany w układzie latającego skrzydła – oblatano dwa prototypy (pierwszy jako bezsilnikowy), kilka dalszych znajdowało się w budowie.
- Samolot przechwytujący skonstruowany w systemie VTOL Heinkel Wespe – połączenie konstrukcji helikoptera i pocisku rakietowego, napęd w postaci silnika tłokowego, samolot miał startować bez użycia lotniska z ukrytej lokalizacji i błyskawicznie przechwytywać obce samoloty.
- Rakietowy system przeciwlotniczy Wasserfall, złożony z kierowanych pocisków typu ziemia-powietrze, zbudowanych na bazie miniaturowych wersji rakiet V-2. Pierwsze próbne wystrzelenie pocisku nastąpiło 29 lutego 1944 w ośrodku w Peenemünde. Dokonano w sumie 35 testowych startów. Planowano seryjną produkcję pocisków w nowej podziemnej fabryce w Bleicherode, której wskutek klęski III Rzeszy w 1945 nie wybudowano.
- Myśliwiec odrzutowy napędzany pyłem węglowym Lippisch P.13a, konstrukcji Alexandra Lippischa. Samolot według projektu mógł przelecieć 45 minut na 800 kg węgla ze zmienną prędkością od 850 km/h do 1250 km/h.
- Bombowiec strategiczny Amerika Bomber, projekt dotyczył skonstruowania samolotu w celu rażenia celów w skali globalnej, w szczególności na terenie USA – niezrealizowany praktycznie w pierwotnych założeniach, z powodu braku technologii umożliwiającej wytworzenie silników odrzutowych bądź tłokowych o odpowiedniej wydajności. Wykonano zaledwie dwa prototypy będące przeróbkami samolotów bombowych Junkers Ju 290 i Messerschmitt Me 264. Według konstruktorów, jeden z nich wykonał na początku 1944 testowy lot z atlantyckiego wybrzeża Francji, z lotniska w Mont-de-Marsan, i dotarł na odległość 20 km od Nowego Jorku – jednak współcześnie jest to podawane w wątpliwość.
- Załogowa wersja pocisku V1, Fieseler Fi 103R Reichenberg IV, mająca służyć do ataków samobójczych na samoloty aliantów i wybrane cele. Program lotów samobójczych Selbstopfermänner planowano wdrożyć pod koniec wojny w 1945. Oficjalnie niemieckie władze wojskowe używały eufemizmu „taranowanie”, jednakże możliwości wydostania się pilota z rakiety były praktycznie żadne, z uwagi na dużą prędkość oraz fakt, iż osłona kabiny znajdowała się tuż pod wlotem silnika odrzutowego, dodatkowo odchylając się jedynie o 45 stopni, co uniemożliwiało szybkie opuszczenie kabiny przez pilota i wylądowanie na spadochronie. Ogółem przeszkolono 70 pilotów i wyprodukowano 175 maszyn Fieseler Fi 103R Reichenberg IV, nigdy jednak nie doszło do praktycznego ich zastosowania na polu walki. Piloci przeszkoleni w programie Selbstopfermänner bywali porównywani do japońskich kamikadze. Sam pocisk Fieseler Fi 103R Reichenberg IV był niemalże identyczny jak japoński Yokosuka MXY7 Ohka, używany przez japońskich pilotów-samobójców, z tą różnicą, iż kabina japońskiego pilota była zaśrubowywana, uniemożliwiając opuszczenie pocisku w trakcie lotu, natomiast kabina w niemieckim pocisku dawała teoretyczną szansę na ucieczkę, choć w praktyce niewykonalną.
- Noktowizory dla piechoty i pojazdów pancernych. Prowadzono próby, jednak najprawdopodobniej ani razu nie wykorzystano ich w warunkach bojowych[5].

## Wunderwaffe III Rzeszy

### Marynarka wojenna

#### Lotniskowce
- Lotniskowce typu Graff Zeppelin(inne języki)
  - Graf Zeppelin (1938) – 33 550-tonowy lotniskowiec, którego stępkę podłożono w 1936; nigdy nie został ukończony.
  - Flugzeugträger B – planowany okręt siostrzany „Grafa Zeppelina”; zezłomowany przed spuszczeniem na wodę.
  - Flugzeugträger C i D – planowane okręty siostrzane „Grafa Zeppelina” i Flugzeugträgera B; początkowo miały być one gotowe do 1943 roku, jednak pod koniec 1938 roku plany uległy zmianie, a decyzję podjęto o budowie tylko „Grafa Zeppelina” i Flugzeugträgera B oraz ewentualnych mniejszych jednostek[6].
- I (1942)(inne języki) – planowany 56 500-tonowy lotniskowiec, przeznaczony do celów transportowych; zrezygnowano z jego budowy przed rozpoczęciem prac.

#### Okręty wojenne
- Pancerniki typu H – seria proponowanych okrętów wojennych, kończąc na H-44 – 140 000-tonowym okręcie uzbrojonym w osiem, 20-calowych dział. Tylko dwóm sztukom podłożono stępki; później zezłomowane.

##### U-booty – strefa oceaniczna
- Raketen-U-Boot(inne języki) – planowany morski system balistyczny; projekt został zaniechany.
- Okręty podwodne typu XXVIII – U-Booty zaprojektowane na napęd niezależny od powietrza; wraz z końcem wojny kilka U-bootów tego typu było już budowanych.
- Okręty podwodne typu XXI Elektroboote(inne języki) – pierwsze U-booty zaprojektowane do całkowitych operacji podwodnych, wybudowano 118 sztuk.
- Okręty podwodne typu XXIV – planowane U-booty z napędem niezależnym od powietrza.
- Okręty podwodne typu XXVI – U-Booty zaprojektowane na napęd niezależny od powietrza; wraz z końcem wojny kilka U-bootów tego typu było już budowanych.
- Celowniki noktowizyjne dla artylerii przeciwlotniczej U-bootów – zamontowane na kilkunastu jednostkach.

##### U-booty – strefa przybrzeżna
- Okręty podwodne typu XXII – U-booty zaprojektowane na napęd niezależny od powietrza; dwie sztuki były w budowie.
- Okręty podwodne typu XXIII (Elektroboote) – typ U-bootów zaprojektowany do prowadzenia działań wojennych w strefie przybrzeżnej; wybudowano 67 sztuk.
- Okręty podwodne typu XXV – typ U-bootów zaprojektowany do prowadzenia działań wojennych w strefie przybrzeżnej, zbudowane miały być wyłącznie z części elektronicznych.

##### Lotniskowce podwodne
- Typ XI – U-booty zaprojektowane do transportowania wodnosamolotów typu Arado Ar 231; czterem sztukom podłożono stępki; z dalszych prac zrezygnowano pod koniec wojny.

### Wojska lądowe

#### Broń przeciwlotnicza
- Flakpanzer Kugelblitz (Piorun kulisty) – samobieżne działo przeciwlotnicze.

#### Broń przeciwpancerna
- Sturer Emil – niszczyciel czołgów.

#### Czołgi superciężkie
- Landkreuzer P. 1000 Ratte (Szczur) – planowany czołg superciężki, ważący ok. 1000 ton i uzbrojony w dwa działa kalibru 280 mm, jedno działo przeciwpancerne kalibru 128 mm, osiem działek przeciwlotniczych kalibru 20 mm oraz dwa ckm-y kalibru 15 mm – rozpoczęto budowę jednego prototypu, którego nigdy nie ukończono.
- Landkreuzer P. 1500 Monster (Potwór) – proponowany projekt superciężkiego działa samobieżnego, ważącego ok. 1500 ton i uzbrojonego w działa Schwerer Gustav/Dora kalibru 802 mm.
- Panzer VII Löwe (Lew) – planowany czołg superciężki, ważący 90 ton i uzbrojony w działo kalibru 105 mm.
- Panzer VIII Maus (Mysz) – czołg superciężki, ważący 180 ton i uzbrojony w dwa działa kalibru 128 mm i 75 mm; dwa prototypy zostały ukończone.
- Panzerkampfwagen E-100 – planowany czołg superciężki, ważący 140 ton; uzbrojenie tego czołgu miały stanowić działa różnego kalibru (128, 149 lub 170 mm).

### Lotnictwo

#### Szybowce
- Junkers Ju 322 Mammut (Mamut) – ciężki szybowiec transportowy w układzie latające skrzydło.

#### Samoloty

##### Samoloty z silnikami tłokowymi
- Focke-Achgelis Fa 269 – planowany zmiennikowirnikowiec(inne języki) VTOL.
- Focke-Wulf Ta 152 – wysokościowy myśliwiec przechwytujący.
- Focke-Wulf Ta 400 – planowany samolot typu Amerika Bomber z sześcioma silnikami gwiazdowymi i dwoma silnikami odrzutowymi o zasięgu 13000 km (jako bombowiec).
- Heinkel He 111 Z – pięciosilnikowy samolot-holownik zbudowany na bazie He 111.
- Heinkel He 274 – bombowiec zdolny do latania na dużych wysokościach z czterema silnikami tłokowymi o maksymalnym zasięgu 3440 km.
- Heinkel He 277 – planowany, zaawansowany bombowiec dalekiego zasięgu, typu Amerika Bomber; posiadać miał cztery silniki gwiazdowe BMW 801(inne języki).
- Junkers Ju 390 – Amerika Bomber z sześcioma silnikami gwiazdowymi, o zasięgu 9700 km.
- Junkers Ju 488 – ciężki bombowiec z czterema silnikami gwiazdowymi, o zasięgu 3395 km.
- Messerschmitt Me 264 – Amerika Bomber z czterema silnikami gwiazdowymi, o zasięgu 15 000 km.
- Messerschmitt Me 323 Gigant (Olbrzym) – ciężki samolot transportowy z 6 silnikami tłokowymi.

##### Samoloty odrzutowe i rakietowe
- Arado Ar 234 – pierwszy operacyjny bombowiec z napędem turboodrzutowym.
- Arado E.555 – planowany Amerika Bomber z napędem turboodrzutowym.
- Bachem Ba 349 Natter (Żmija) – rakietowy myśliwiec przechwytujący pionowego startu.
- Blohm & Voss P.178(inne języki) – odrzutowy bombowiec nurkujący.
- DFS 194 – doświadczalny bezogonowy samolot rakietowy.
- DFS 228 – doświadczalny samolot rozpoznawczy z napędem rakietowym.
- DFS 346 – doświadczalny samolot z napędem rakietowym i skrzydłami skośnymi.
- Fieseler Fi 103R Reichenberg(inne języki) – załogowa wersja samolotu-pocisku V 1.
- Focke-Wulf Fw Triebflügel (Napędzane Skrzydła) – planowany myśliwiec przechwytujący pionowego startu z napędem strumieniowym.
- Focke-Wulf Ta 183 Huckebein – planowany odrzutowiec ze skrzydłami skośnymi i silnikiem turboodrzutowym.
- Focke-Wulf Strahlrohrjäger(inne języki) – planowany myśliwiec z napędem strumieniowym i skrzydłami skośnymi.
- Heinkel He 162 Volksjäger (Myśliwiec Ludowy) – myśliwiec odrzutowy.
- Heinkel He 176 – eksperymentalny samolot z napędem rakietowym.
- Heinkel He 178 – pierwszy na świecie samolot z napędem turboodrzutowym.
- Heinkel He 280 – pierwszy bojowy samolot z napędem turboodrzutowym; nie wszedł do służby.
- Heinkel He 343 – planowany cztero-silnikowy bombowiec odrzutowy, oparty na modelu Arado Ar 234.
- Henschel Hs 132 – planowany odrzutowy bombowiec nurkujący i myśliwiec przechwytujący.
- Horten Ho 229 – samolot myśliwski typu latające skrzydło z napędem turboodrzutowym.
- Horten H.XVIII(inne języki) – planowany samolot typu latające skrzydło.
- Junkers EF 132(inne języki) – planowany bombowiec odrzutowy.
- Junkers Ju 287 – bombowiec turboodrzutowy ze skrzydłem o skosie ujemnym.
- Lippisch P.13a – planowany naddźwiękowy myśliwiec przechwytujący ze skrzydłem delta i silnikiem strumieniowym.
- Lippisch P.13b(inne języki) – planowany naddźwiękowy myśliwiec przechwytujący ze skrzydłem delta i silnikiem strumieniowym bazujący na samolocie Lippisch P.13a.
- Messerschmitt Me 109 TL – myśliwiec turboodrzutowy zaprojektowany jako alternatywna wersja Me 262.
- Messerschmitt Me 163 Komet (Kometa) – pierwszy operacyjny myśliwiec rakietowy.
- Messerschmitt Me 262 Schwalbe (Jaskółka) – pierwszy operacyjny samolot z napędem turboodrzutowym.
- Messerschmitt Me 263 – myśliwiec rakietowy będący rozwinięciem Me 163.
- Messerschmitt Me P.1101 – doświadczalny samolot myśliwski z płatem skośnym i napędem turboodrzutowym.
- Messerschmitt Me P.1106 – projekt myśliwca opartego na samolocie Messerschmitt Me P.1101.
- Silbervogel (Srebrny Ptak) – projekt suborbitalnego bombowca antypodalnego z napędem rakietowym.

#### Śmigłowce
- Flettner Fl 184(inne języki) – wiatrakowiec przeciwpodwodny i nocny helikopter zaopatrzeniowy.
- Flettner Fl 185(inne języki) – śmigłowiec eksperymentalny.
- Flettner Fl 265 – śmigłowiec eksperymentalny.
- Flettner Fl 282 Kolibri (Koliber) – śmigłowiec rozpoznawczo-łącznikowy.
- Focke Achgelis Fa 223 Drache (Smok) – śmigłowiec wielozadaniowy.
- Focke-Wulf Fw 61 – śmigłowiec eksperymentalny.

### Broń jądrowa
- Projekt atomowy III Rzeszy (Uranverein, Uranprojekt).

### Artyleria
- Schwerer Gustav – 800-milimetrowe działo kolejowe.
- V-3 Hochdruckpumpe – (Pompa Wysokociśnieniowa), nadarmata.

### Pociski
- Seria Aggregate

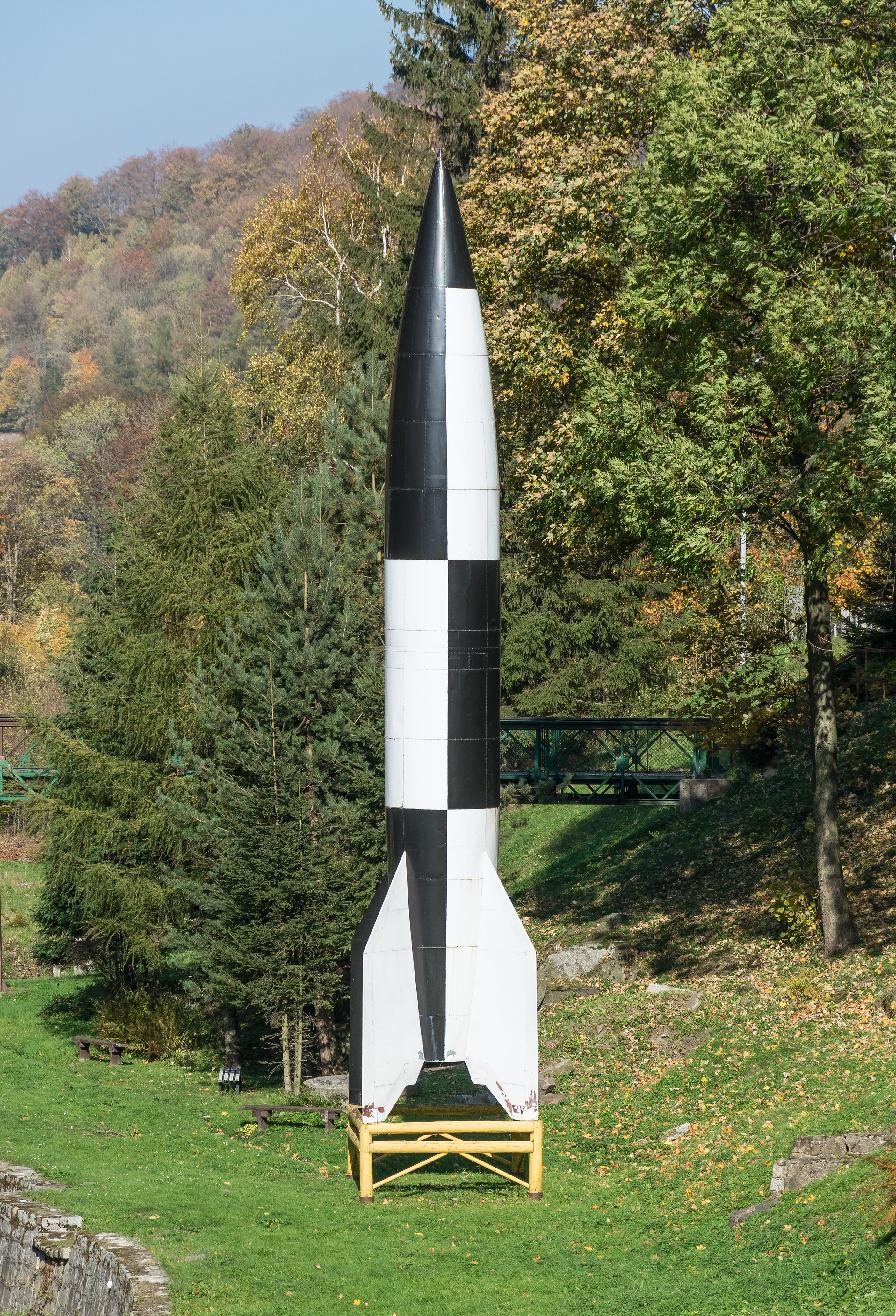
Pocisk rakietowy V-2

  - A 1 – eksperymentalna rakieta na paliwo ciekłe.
  - A 2 – rakieta eksperymentalna, stabilizowana żyroskopem.
  - A 3 – rakieta eksperymentalna z nawigacją bezwładnościową.
  - A 4/V-2 – pierwszy pocisk balistyczny oraz pierwszy obiekt, z którym wiązano możliwość lotów kosmicznych.
  - A 4b – wersja rakiety A 4 wyposażona w skrzydła zwiększające zasięg.
  - A 5 – eksperymentalna rakieta wielokrotnego użycia.
  - A 6 – pomniejszona wersja rakiety A4b.
  - A 7 – pomniejszona wersja rakiety A4.
  - A 8 – planowany podwodny system balistyczny.
  - A 9 – planowana wersja rakiety A 4 wyposażona w skrzydła zwiększające zasięg.
  - A 10 – projekt rakiety nosiciela, będącej pierwszym stopniem dwustopniowego międzykontynentalnego pocisku A 9/A 10.
- Enzian – dwustopniowy kierowany pocisk rakietowy ziemia-powietrze.
- Feuerlilie F-25 (Ognista Lilia) – doświadczalny kierowany pocisk rakietowy.
- Feuerlilie F-55 (Ognista Lilia) – jedno- lub dwustopniowy kierowany naddźwiękowy pocisk rakietowy.
- Fieseler Fi 103/V-1/Vergeltungswaffe 1 – kierowany samolot-pocisk.
- Fliegerfaust (Pięść Lotnicza) / Luftfaust (Powietrzna Pięść) – pierwszy przenośny przeciwlotniczy zestaw rakietowy.
- Fritz X – kierowana bomba przeciwpancerna.
- Henschel Hs 117 Schmetterling (Motyl) – kierowany dwustopniowy pocisk rakietowy ziemia-powietrze.
- Henschel Hs 117H – kierowany pocisk rakietowy powietrze-powietrze.
- Henschel Hs 293 – kierowana uskrzydlona bomba rakietowa.
- Henschel Hs 294 – kierowana uskrzydlona bombotorpeda rakietowa.
- Henschel Hs 298(inne języki) – kierowany pocisk rakietowy powietrze-powietrze.
- Panzerblitz(inne języki) – niekierowany lotniczy przeciwpancerny pocisk rakietowy.
- R 4/M Orkan – niekierowany pocisk rakietowy powietrze-powietrze.
- Rheinbote(inne języki) (Wysłannik Renu) – czterostopniowy pocisk balistyczny ziemia-ziemia.
- Rheintochter (Córka Renu) – kierowany pocisk rakietowy ziemia-powietrze.
- Ruhrstahl X-4 – kierowany pocisk rakietowy powietrze-powietrze.
- Taifun (Tajfun) – niekierowany przeciwlotniczy pocisk rakietowy.
- Wasserfall Ferngelenkte Flakrakete – naddźwiękowy rakietowy kierowany pocisk przeciwlotniczy.
- Werfer-Granate 21(inne języki) – niekierowany pocisk rakietowy powietrze-powietrze, wersja rakiety artyleryjskiej 21 cm Wgr. 42 Spr.
- Torpeda G7es – torpeda akustyczna, wykorzystywana przez U-booty.

### Broń orbitalna
- Broń słoneczna(inne języki) – teoretyczna broń III Rzeszy, działająca na zasadzie reflektora parabolicznego odbijającego promienie słoneczne.

### Broń strzelecka i artyleryjska
- Jagdfaust – salwowy granatnik bezodrzutowy montowany na Me 163.
- Mauser MG 213 – 20-milimetrowe rewolwerowe działko lotnicze.
- Mauser MG 213C – 30-milimetrowe rewolwerowe działko lotnicze.
- Sturmgewehr 44 – pierwszy karabin szturmowy.
- Krummlauf(inne języki) – „zakrzywiona lufa” montowana przy karabinie Sturmgewehr 44.
- Sturmgewehr 45 – prototyp karabinu szturmowego.

### Wyposażenie techniczne
- Zielgerät 1229 „Vampir” – celownik noktowizyjny mocowany przy karabinie Sturmgewehr 44.
- FG 1250(inne języki) – wyposażenie noktowizyjne w pojazdach pancernych (czołgach).

### Broń propagandowa
- Die Glocke(inne języki).
- Haunebu.

## Współczesność
Współcześnie mianem Wunderwaffe określany jest ukryty atut, który może zapewnić zwycięstwo.
W grach komputerowych Call of Duty: World at War i Call of Duty: Black Ops, w trybie zombie, znajduje się broń o nazwie Wunderwaffe DG-2. Jest to rodzaj karabinu, który strzela wiązkami prądu elektrycznego.

## Kontrowersje
Istnieją niepotwierdzone relacje i doniesienia mówiące o innych eksperymentalnych projektach, rzekomo mających znajdować się w fazie testów, będących często tematem literatury fantastycznonaukowej. Brak jednak dokumentów i rzetelnej literatury źródłowej aby uznać je za prawdziwe (np. z uwagi na nikłe zaawansowanie niemieckiego programu atomowego):
- Rzekome pojazdy latające wyprzedzające swoją epokę. Miały one wyglądać podobnie do stereotypowego UFO. Pojazdy działać miały dzięki energii nuklearnej i latać z użyciem silnika antygrawitacyjnego (konstrukcja wysokości ok. 2 m), opartego na „głównej części” zwanej dzwonem (die Glocke). Za bazę produkcyjno-startową dla „spodków” miał służyć kompleks Riese znajdujący się w Górach Sowich w Polsce. Początkiem powyższych rewelacji była książka Igora Witkowskiego Supertajne bronie Hitlera, wydana w 1997 roku. Najnowsze badania sensacyjnej historii o tzw. niemieckich UFO i programie Die Glocke (Dzwon) skłaniają się ku tezie, że jest to mistyfikacja.